# Paredes (Cuenca)
Paredes es un municipio español de la provincia de Cuenca, en la Comunidad Autónoma de Castilla-La Mancha. Tiene un área de 19,36 km² con una población de 65 habitantes (INE 2015) y una densidad de 3,41 hab/km².

## Geografía
Situado en la Alcarria conquense se encuentra a 66 kilómetros de Cuenca capital, a 98 de Madrid y a 15 de Tarancón.

## Demografía
Paredes cuenta con una población de 68 habitantes (INE 2024).
| Gráfica de evolución demográfica de Paredes entre 1877 y 2021 |
| |
| Población de derecho según los censos de población del INE Población de hecho según los censos de población del INEEntre el censo de 1877 y el anterior, aparece este municipio porque se segrega del municipio Huelves |

| 1991 |  | 1996 |  | 2001 |  | 2004 |  | 2013 |  | 2015 |
| ---- |  | ---- |  | ---- |  | ---- |  | ---- |  | ---- |
| 76   |  | 75   |  | 79   |  | 84   |  | 70   |  | 65   |

## Administración
| Periodo   | Nombre                                                    | Partido |
| --------- | --------------------------------------------------------- | ------- |
| 1979-1983 | Tomás Torrecilla Hurtado                                  | AP      |
| 1983-1987 | Arturo Moreno Botija                                      | AP      |
| 1987-1991 | Arturo Moreno Botija                                      | AP      |
| 1991-1995 | Arturo Moreno Botija                                      | PP      |
| 1995-1999 | María del Mar Torrecilla Botija                           | PP      |
| 1999-2003 | María del Mar Torrecilla Botija                           | PP      |
| 2003-2007 | María del Mar Torrecilla Botija                           | PP      |
| 2007-2011 | Juan José Moya Gómez (1 año) Jesús Moreno Botija (3 años) | PP      |
| 2011-2015 | Jesús Moreno Botija                                       | PP      |
| 2015-2019 | Jesús Moreno Botija                                       | PP      |
| 2019-2023 | Marcial Martínez Rodrigo                                  | PSOE    |

## Historia
En las inmediaciones del pueblo de Paredes encontramos vestigios de lugares de habitación de la Edad del Cobre, de la edad de bronce y restos de villas romanas. Quedando la zona despoblada en épocas sucesivas.
El pueblo surgió como una pequeña aldea, aparecida durante la repoblación de las tierras de Huete.
El sobrenombre de "Melo" se le impuso posteriormente cuando paso la aldea a pertenecer a la familia portuguesa de los Melo.
Su despoblación fue progresiva hasta finales del siglo XVIII, llegándose a denominar "Despoblado de Paredes" como consta en algunos documentos de la época. Por esa época (finales del XVIII) vuelve a repoblarse con base en la actividad de una casa señorial y a la de las viviendas para la servidumbre de la misma. Desde entonces tiene vida como poblado dependiente de pueblos cercanos. Volviendo a aparecer como pueblo en el censo de 1877 cuando se segrega del municipio de Huelves.
Posiblemente, el fundador de esta casa palacio ("la casa grande") fue el Almirante de Aragón, Marqués de Hariza según la inscripción que figura en la custodia de la iglesia: «A expensas del Excmo. Sr. Almirnate de Aragón, Marqués de Hariza, Conde de Santa Eufemia y la Moncloa y Sr. de Beteta y sus alrededores y de este sitio de Paredes, año 1797». Desde entonces figuran títulos nobiliares hasta el Marqués de Guadales, ya en el siglo XX. La finca (actual término de Paredes) se pierde en una partida en el Casino de Madrid, quedando a favor del notario González Vallarino y en el año 1950 es embargada por el estado.
El pueblo actual es un pueblo de colonización creado para realojar a cincuenta familias provenientes del pueblo de Santa María de Poyos desaparecido bajo las aguas del pantano de Buendía. Estos habitantes comenzaron a llegar al término en la segunda mitad de 1951 para realizar la siembra de las tierras que les habían correspondido, si bien, durante un tiempo, volvían a Santa María de Poyos después de realizar las tareas agrarias. En un principio se alojaron en las casas que componían la finca, posteriormente en barracones hasta que, a finales del año 1955 se les comenzó a entregar las casas y corrales definitivos, construidos ex-profeso y que a día de hoy constituyen la estructura principal del pueblo.
Perteneció un tiempo al Instituto Nacional de Colonización hasta que ésta va cediendo al actual Ayuntamiento las propiedades no repartidas entre los colonos.
La Casa Palacio fue derribada en el año 2002 por declaración de ruina física y económica al no realizar ninguna reforma por falta de diálogo de las instituciones o intereses creados .

## Estructura Urbana
Típica de los pueblos de repoblación de mediados del siglo XX, plano callejero bastante regularizado y casas del tipo chalet, unifamiliares, blanqueadas y de una superficie aproximada de unos 500 metros cuadrados, que dan una apariencia al pueblo mayor de la real. En la actualidad la segregación y división de viviendas con fines especulativos están cambiando la fisonomía del mismo, puesto que no se respetan las normas urbanísticas o se interpretan de la forma más conveniente para cada caso ejemplos notorios son combinar el granito gris con bloques de hormigón blancos frente a la iglesia, casas pintadas de cualquier color cerramientos de aluminio en diversos colores con vistas al exterior, etc. La torre de la iglesia es un añadido actual a las instalaciones de la antigua ermita de Alcázar del Rey de la Virgen de la Portería y constituye un elemento típico de este tipo de pueblos, que aparece casi igual en todos los pueblos de repoblación, sea cual sea la autonomía donde se encuentren.

## Fiestas
- San Isidro Labrador (15 de mayo). Patrón de Paredes. Romería en la ermita de San Isidro.
- Nuestra Señora de la Soterránea (15 de agosto). Patrona de Santa María de Poyos y de Paredes (del castellano antiguo "Soterraña" o del castellano actual "Subterránea" - entendiéndose "Nuestra Señora de la Cueva Subterránea".
- San Roque (16 de agosto). Patrón de Santa María de Poyos y Paredes.
- San Andrés (30 de noviembre). Copatrón de Santa María de Poyos y de Paredes.
- Nuestra Señora de la Portería (8 de diciembre). Anterior patrona de Paredes.
- 4.º domingo de septiembre. Romería en la ermita de San Andrés, junto al desaparecido pueblo de Santa María de Poyos.